# Скандал с кулата Нел
Скандалът с кулата Нел (на френски: Affaire de la tour de Nesle), наричан още Аферата с кралските снахи, е грандиозен скандал, разиграл се във френския кралски двор през 1314 г., когато снахите на крал Филип IV Хубави - наварската кралица Маргьорит Бургундска и Бланш Бургундска, съпруги съответно на първия и третия му син, Луи X и Шарл IV, са уличени в изневяра.
Изневерите на кралските снахи са разкрити от дъщерята на краля — английската кралица Изабела Френска, по време на гостуването ѝ във Франция през 1314 г. Една година по-рано Изабела и съпругът ѝ посещават Франция. В тяхна чест Луи X и Шарл IV изнасят сатирично представление с кукли, след което Изабела подарила на братята си и съпругите им по една нова бродирана торбичка за монети. По-късно през същата година Изабела и Едуард дават голям банкет в Лондон в чест на завръщането си от Франция. На банкета Изабела забелязала, че торбичките, които подарила на снахите си, се намират в двама нормандски рицари — братята Готие и Филип д'Оне. Английската кралица направила заключението, че двамата братя са замесени в любовна афера със снахите ѝ. Изабела споделила подозренията си с баща си по време на гостуването си във Франция през 1314 г.
Филип IV поставя братята Д'Оне под наблюдение за известно време, с което скандалът започва да набира сила. Разкритията доказват дългогодишните любовни връзки на двете кралски снахи Маргьорит Бургундска и Бланш Бургундска, които известно време се срещали тайно с двамата рицари в кулата Нел, където си устройвали гуляи и се отдавали на плътски прегрешения. Кулата Нел е една охранителна кула в Париж, издигната от Филип IV през 1308 г. близо до река Сена и носеща името на Отел дьо Нел (Hotel de Nesle), който се намирал на отсрещния бряг на реката.
След тези разкрития братята Д'Оне са арестувани и след жестоки мъчения признават връзката си с двете принцеси. Признанията им са достатъчно основание те да бъдат осъдени на жестоко наказание — на 19 април 1314 г. сред полето край Понтоаз, на около 30 км. от Париж, двамата рицари са одрани живи, кастрирани, половите им органи са хвърлени за храна на кучетата, обезглавените им тела са влачени и най-накрая са провесени на позорния стълб за назидание. Наказанието застига и снахите на краля. Наказанието на Маргьорит е най-жестоко, тъй-като тя е съпруга на първородния син на краля и незаконната ѝ връзка поставя под съмнение легитимността на бъдещите наследници на престола. Бракът на дофина и съпругата му е анулиран, а Маргьорит е затворена в неотопляваната кула на Шато Гаяр, където е оставена да умре от студ (а според някои легенди там тя е удушена по заповед на краля). Любовната ѝ афера успява да хвърли петно върху произхода на дъщеря ѝ Жана, която след смъртта на баща ѝ Луи X през 1316 г. не е призната за законна наследница на престола и короната преминава в ръцете на чичо ѝ Филип V.
Наказанието на Бланш Бургундска е по-леко – тя е осъдена да прекара седем години затворена, след което ѝ е позволено да се замонаши.
Изневерите на кралските снахи раждат легендата за кулата Нел. Тя е свързана с третата снаха на Филип IV – Жана Бургундска, съпругата на Филип V, която през 1314 г. е обвинена, че е прикривала изневерите на Маргьорит и Бланш, и е затворена в тъмницата Дурдан, но по-късно е освободена и коронована заедно със съпруга си, който не бил склонен да се раздели с нея и да загуби по този начин получената като зестра Бургундия. Според легендата след смъртта на крал Филип V през 1322 г. Жана Бургундска живее седем години в Отел дьо Нел. От кулата на Отел дьо Нел Жана наблюдавала преминаващите мъже, изпращала за тези от тях, които ѝ се харесали, и след като се насищала на сексуалната им мощ, заповядвала да бъдат завързани в чувал и хвърлени от кулата Нел в река Сена.